# Iris (série télévisée, 2009)
Athena : Goddess of War
Iris (en coréen : 아이리스) est un drama d’espionnage sud-coréen de vingt épisodes de 60 minutes, diffusée du 14 octobre au 17 décembre 2009 sur KBS2.

## Synopsis
Kim Hyeon-Jun et Jin Sa-Woo sont membres de la NSS, une organisation secrète protégeant leur pays. Ils vont tomber amoureux d'une autre membre de l'organisation, Choi Seung-Hee.

## Distribution
- Lee Byung-hun : Kim Hyun-jun
- Kim Tae-hee : Choi Seung-hee
- Jung Joon-ho : Jin Sa-woo
- Kim Seung-woo (en) : Pak Chol-yong
- Kim So-yeon : Kim Son-hwa
- T.O.P : Vick
- Jo Han-chul : le capitaine Jeong
- Karen Miyama: Yuki

## Production
Avec un budget de plus de 20 milliards de won, elle est, avec sa série dérivée Athena : Goddess of War, le drama coréen le plus cher jamais produit, La série est un succès commercial et auprès des critiques, avec un taux d’audimat de plus de 30 % et en restant en tête du palmarès chaque semaine après ses débuts La série a gagné plusieurs honneurs au 2009 KBS Drama Awards, dont notamment le prix Daesang gagné par Lee Byung-hun. Entre autres, Lee et Kim Tae-hee ont aussi été nommés pour le titre de meilleur couple à l’écran.